# サンフンカイ
サン・フン・カイ・アンド・カンパニー（英文社名:SUN HUNG KAI & CO. LIMITED／略称:SHK、中文社名:新鴻基有限公司、SEHK: 86）は、中華人民共和国・香港を拠点とする財閥系コングロマリット。現在はAllied Group Limited （アライド・グループ・リミテッド）傘下の多国籍企業である。サン・フン・カイ・プロパティーズ（新鴻基地產發展有限公司、SEHK: 16）とは資本関係、人的関係が全くない別の会社である。
代表者の李成煌(Lee Seng Huang)は実質的オーナー李明治の次男であり、Mulpha International Berhad（マレーシア）等東南アジアのSHK系列の会社の会長も兼任している。

## 歴史
「サンフンカイ（新鴻基）」は、1969年、「新禧公司」を経営する馮景禧(Fung King Hey)氏、「鴻昌行」を経営する郭得勝(Kwok Tak Seng)氏、及び李兆基(Lee Shau Kee)氏（現サンフンカイ・プロパティーズ副会長、ヘンダーソンランド創業者、会長）によって設立された。
創業者3名はその後、各々が得意とする専門を生かし、馮景禧氏は「新鴻基證券」「新鴻基財務（後の「新鴻基銀行」）などを設立して金融分野に進出、郭得勝氏及び李兆基氏は不動産分野へ注力していった。
香港は1980年代後半から1990年代にかけて、世界的な経済・金融危機の影響を大きく受け、企業グループの再編が起きた.
馮氏一族が経営するサンフンカイの金融グループは、1996年にアライドグループ（聯合集団有限公司、Allied Group Limited(SEHK: 373）一族がSHKの株72.22％を取得し、李明治が同社の会長に就任した。李明治はサンフンカイが属する企業グループの基盤を築いた人物である。起業家や慈善家としても有名で、オーストラリアやフィリピンで不動産開発や鉄鉱石の掘削事業、ホテル経営などを手掛け、タイクーン（長者)とも呼ばれる。1990年には自身の慈善基金を設立している（福光基金会）。
リテール向け証券業務、法人向け投資銀行・証券業務、消費者金融業務、自己勘定投資業務の四つのセグメントから構成されるが、リテール向け及び法人向け証券業務を担うSun Hung Kai Financial社の保有持分約70%を中国本土の大手証券会社に売却する旨を2015年2月に発表。
消費者金融ではオリックス、伊藤忠と合弁でUAF（United Asia Finance）社を保有している。
2019年度年次報告によると、SHKの筆頭株主はAllied Properties (H.K.) Limited（61.43%）であり、Allied Properties (H.K.) Limitedの筆頭株主はAllied Group Limited（74.99%）、そして、Allied Group Limitedの筆頭株主であるLee and Lee Trust（74.95%）が最終的な資金源泉と位置づけられる。

## 会社概要
SHK は、香港の大手金融グループのひとつサンフンカイ（新鴻基金融）系列の証券会社で、リテール（個人向け）専業証券としては香港最大。
1983年4月に消費者向けの金融サービスを目的とした持株会社としてで香港に設立された法人で、香港交易所（HKEX）に上場(SEHK: 86)している。
SHKは、Allied Group Limited(SEHK: 373)やAllied Properties (H.K.) Limited(SEHK: 56)、APAC Resources Limited（香港）、Mount Gibson Iron Ltd.（オーストラリア）などと企業グループを形成する。
香港および中国で主に「消費者金融」「不動産ローン」「投資」事業を行っている。株式・債券、オフショアファンド、ヘッジファンド、オフショア生命保険まで、プライベートバンクに匹敵する資産運用の選択肢を提供可能。
2019年12月末時点の消費者への貸付額は104億1400万香港ドル（約1445億2550万円）、投資額は150億5600万香港ドル（2089億5100万円）で、総資産額は425億6100万香港ドル（約5908億320万円）とされる。
SHKはグループ企業 の Tian An China Investments Co (SEHK: 28)、Asiasec Properties Limited (SEHK: 271)、 Asia Allied Infrastructure Holdings Limited (SEHK: 711)の株式を 一部 保有 する。グループ企業以外では、オーストラリア証券取引所 (ASX）に上場する Ardent Leisure Ardent Leisure Group Ltd (ASXALG) 、 香港交易所に上場する China Medical & HealthCare Group (SEHK: 383)、 アジア開発キャピタル(
)に出資している。
| 部門             | 収益額 | 収益率 |
| ---------------- | ------ | ------ |
| 消費者金融       | 3505   | 78.8%  |
| 金融             | 340.6  | 7.6%   |
| 不動産ローン     | 295.6  | 6.6%   |
| グループ管理利益 | 44.3   | 6.0%   |
| 投資             | 31.6   | 0.6%   |

|      | 2018年度 | 2019年度 |
| ---- | -------- | -------- |
| 中国 | 67.7%    | 54.5%    |
| 香港 | 26.1%    | 14.3%    |

| 出資先                              | 保有割合 | 事業     |
| ----------------------------------- | -------- | -------- |
| Ardent Leisure Group Ltd. (ASX ALG) | 2.24%    | レジャー |

| 決算年度 | 2016年度 | 2017年度 | 2018年度 | 2019年度 |
| -------- | -------- | -------- | -------- | -------- |
| 売上高   | 3511     | 3796     | 4176     | 4217     |
| 純利益   | ---      | 1824     | 1184     | 2085     |

（Annual report2019----引用)

## 相関図
（Investor Presentation----引用)

## 主要子会社
- 天安中国投資有限公司
- United Asia Finance Limited
- アジア開発キャピタル
- Sun Hung Kai Strategic Capital Ltd